# Jaguar Mark VIII
Jaguar Mark VIII – luksusowy samochód produkowany przez brytyjską firmę Jaguar w latach 1956-1958. Następca modelu Mark VII. Do napędu samochodu użyto sześciocylindrowego silnika rzędowego o pojemności 3,4 litra. Moc przenoszona była na koła tylne poprzez 4-biegową manualną skrzynię biegów.

## Dane techniczne

### Silnik
- R6 3,4 l (3442 cm³), 2 zawory na cylinder
- Średnica × skok tłoka: 83,00 mm × 106,00 mm
- Stopień sprężania:  8,0:1
- Moc maksymalna: 213 KM (156,6 kW) przy 5500 obr./min
- Maksymalny moment obrotowy: 292 N•m przy 3000 obr./min